# Affaire des carburants africains
L'affaire des carburants africains, aussi désignée sous le surnom de Dirty Diesel, désigne une série de révélations concernant les pratiques d'opérateurs pétroliers, principalement suisses et néerlandais qui, profitant de la faiblesse des cadres réglementaires concernant les carburants dans les pays africains (principalement en Afrique de l'Ouest), y ont écoulé pendant des années des carburants très polluants. 

## Comparaison des normes sur la qualité des carburants
Chaque juridiction définit des normes sur la qualité des carburants qui y sont commercialisés, visant principalement à contenir l'impact environnemental et sanitaire des transports. Ces normes ont été progressivement durcies, l'exemple donné ci dessous étant celui des normes européennes successives portant sur la teneur en soufre du diesel automobile. 
| Normes | Directive européenne | Norme CEN                | Entrée en vigueur | Maximum soufre (ppm) |
| ------ | -------------------- | ------------------------ | ----------------- | -------------------- |
| Euro 1 | aucune               | EN 590:1993              | 1994              | 2000                 |
| Euro 2 | 93/12/EEC            |                          | 1996              | 500                  |
| Euro 3 | 93/12/EEC            | EN 590:1993, EN 228:1993 | 2000              | 350                  |
| Euro 4 | 98/70/EC             | EN 590:2004 (d)          | 2005              | 50                   |
| Euro 5 | 2003/17/EC           | EN 590:2009              | 2009              | 10                   |

Ces normes diffèrent néanmoins selon les régions du monde. Si les pays développés et émergents ont des normes similaires à celles de l'Europe, la situation ailleurs est très variable. Outre le soufre, d'autres polluants comme le vanadium font aussi l'objet de réglementations.
Les pots catalytiques et filtres à particules ne peuvent donc fonctionner qu'avec des carburants dont la teneur en soufre a été drastiquement réduite, étant très vulnérables aux composés de cet élément. Réduire fortement cette tenir est donc non seulement nécessaire pour réduire la pollution par des composés sulfurés (cause des pluies acides), mais c'est aussi la première étape pour pouvoir réduire d'autres types de pollution comme les particules en suspension et les oxydes d'azote.

Normes en vigueur sur la teneur en soufre du diesel automobile en 2018

## Pratiques dénoncées
Le raffinage de carburants de haute qualité destiné à des marchés très réglementés, comme ceux de l'Union Européenne, laisse les raffineurs avec des déchets issus de la dépollution du pétrole brut : du sulfure d'hydrogène H2S, des mercaptans et du benzène. Ces produits sont coûteux à éliminer - ils ont donc une valeur négative pour le raffineur. Certains acteurs (raffineurs et négociants) du secteur pétrolier européen ont développé une filière de blending (littéralement : mélange) permettant de se défaire de ces produits polluants en les diluant dans des carburants destinés à divers marchés africains. Les pays africains, faute de capacités de raffinage suffisantes, sont largement tributaires des carburants importés, c'est même le cas d'un pays comme le Nigeria, pourtant exportateur de brut. Les principales sociétés mises en cause sont les compagnies suisses Trafigura et Vitol. Ces deux sociétés sont spécialisées dans le négoce, elles n'exportent pas physiquement le carburant, mais organisent cette pratique,. 
Les ports (et centres de raffinage) d'Anvers, Rotterdam et Amsterdam, dont viennent environ le quart des carburants consommés dans certains pays d'Afrique de l'ouest, sont au centre de cette pratique. Selon l'analyse du Center for International Environmental Law (en), elle est illégale : même si les carburants vendus respectent les normes des marchés auxquels ils sont destinés, le fait d'exporter délibérément des déchets nocifs tombe sous le coup de la Convention de Bâle.

## Analyse de carburants de «qualité africaine»
Des ONG comme Public Eye (Suisse) ont soumis à des analyses de laboratoire des carburants obtenus en Afrique et représentatifs de ce trafic.
Ainsi, le rapport Dirty Diesel de Public Eye analyse 27 échantillons de diesel et 23 échantillons d'essence, achetés dans des stations-service d'Angola, de Côte d'Ivoire, du Ghana, du Congo-Brazzaville, du Sénégal, du Togo, du Mali et de Zambie, dont l'approvisionnement était relié aux négociants suisses. Des teneurs en souffre allant de 1 000 à 3 800 ppm ont été observées pour le diesel, cette teneur est jusqu'à 378 fois plus importante que la limite autorisée en Europe. Ces résultats ont été obtenus à la suite d'expériences réalisées sur des échantillons prélevés à la pompe dans 8  pays (Angola, Bénin, Congo, Brazzaville, Côte d'Ivoire, Ghana, Mali, Sénégal et Zambie). Les teneurs en benzène sont également très élevées. 

## Suites juridiques et politiques
Les débats provoqués par les révélations de Public Eye ont amené plusieurs pays africains à revoir fortement leur réglementation sur la quantité des carburants importés. Le Ghana a drastiquement réduit (à 50 ppm) la teneur en soufre tolérée en 2016. Le Mozambique, le Malawi, et le Zimbabwe ont pris la même disposition l'année suivante.

## Sources et références
1. ↑  (en-US) « EU: Fuels: Diesel and Gasoline | Transport Policy » (consulté le 10 mai 2020)
2. ↑  « La France adopte le carburant sans soufre », sur Les Echos, 6 octobre 2004 (consulté le 16 février 2021)
3. ↑  « Africa’s biggest crude producer remains stuck on imported fuels », sur www.worldoil.com (consulté le 16 février 2021)
4. ↑  « Subscribe to read | Financial Times », sur www.ft.com (consulté le 16 février 2021)
5. 1 2  (en-GB) Alice Ross, « Trafigura, Vitol and BP exporting dirty diesel to Africa, says Swiss NGO », The Guardian,‎ 15 septembre 2016 (ISSN 0261-3077, lire en ligne, consulté le 10 mai 2020)
6. ↑  (en-US) « Netherlands and Belgium Violate International Law by Allowing the Export of Dirty Petrol and Diesel », sur Center for International Environmental Law (consulté le 16 février 2021)
7. ↑  « Dirty Diesel : les négociants suisses inondent l'Afrique de carburants toxiques »
8. ↑  « "Dirty diesel" : le scandale des carburants toxiques suisses vendus à l'Afrique »
9. ↑  (en) « Dirty Diesel »
10. ↑  « NPA - NPA revises sulphur content for imported diesel », sur www.npa.gov.gh (consulté le 16 février 2021)
11. ↑  (en) « Four more countries in Africa switch to low sulfur fuels », sur UN Environment, 2 novembre 2017 (consulté le 16 février 2021)